# 拉特伦
拉特伦（希伯來語：לטרון）是由以色列實際控制的一個村莊，位于耶路撒冷以西25公里，拉姆拉东南14公里处。1949年至1967年期间，它被约旦占领。 1967年，它又被以色列占领。